# Kirche des Erzengels Michael (Kaunas)

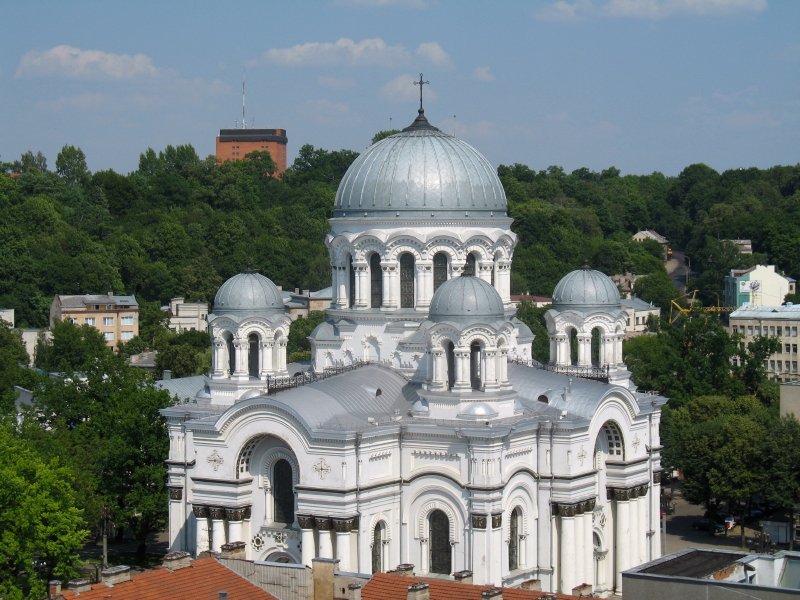
Außenansicht

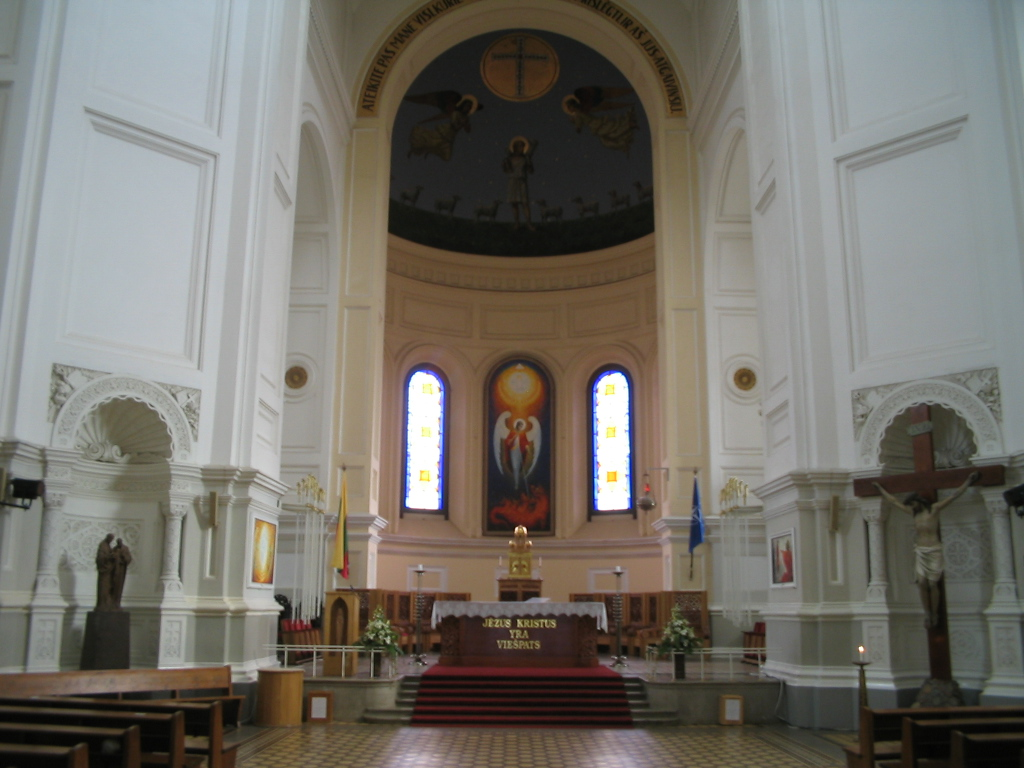
Innenansicht

Die Kirche des Heiligen Erzengels Michael (litauisch Įgulos bažnyčia) auf dem Unabhängigkeitsplatz an der Laisvės alėja der litauischen Stadt Kaunas ist ein römisch-katholisches Kirchengebäude. Sie wurde ursprünglich als russisch-orthodoxe Kirche (im Russischen Kaiserreich) erbaut, was auch den für katholische Kirchen untypischen Baustil erklärt.
Hier finden unterschiedliche Veranstaltungen, Konzerte, Musikfestivals (wie Pažaislis-Festival) statt.

## Geschichte
Der Kirchenbau wurde 1891 bis 1895 als orthodoxe Militärkathedrale für die russischen Soldaten, finanziert vom russischen Zarenhaus, im neobyzantinischen Stil erbaut und war den Heiligen Peter und Paul geweiht. Jedoch wurden auch korinthische Säulen verwendet, was auch nicht gerade typisch für orthodoxe Kirchen ist. Für den Entwurf zeichnete K. H. Lymarenko verantwortlich, seine Pläne wurden jedoch später von David Grimm verändert. Die Erzengelkirche ist in die Festung Kaunas integriert, welche auf Anordnung Zar Alexanders II. errichtet wurde. Während des Ersten Weltkriegs wurden hier auch lutherische Gottesdienste für deutsche Soldaten abgehalten. Bereits am Ende des Krieges wurde die Kirche an die (katholische) litauische Armee übergeben. Nach dem Ersten Weltkrieg wurde die Kirche katholisch.
Vor dem Abzug der deutschen Truppen im Zweiten Weltkrieg wurde die Kirche geschlossen, die Glocken nach Deutschland abtransportiert. Ab 1962 diente die Kirche, jetzt unter sowjetischer Herrschaft, als Kunstgalerie, konnte aber nach der Unabhängigkeit Litauens wieder als Kirche eröffnet werden.
Die Kuppel aus Stahlbeton ist mit 16,3 Meter im Durchmesser die größte Kuppel Litauens. Ihre maximale Höhe erreicht sie bei 50 Metern. Über dem Altar befinden sich Gemälde von zwei Erzengeln oder Evangelisten. Der Altar selbst besteht aus Glas und stellt auf einer Glasmalerei Gott an der Himmelstür dar. Der Innenraum war bis 1985 mit 122 griechischen Ikonen geschmückt. In den vier Seitenkuppeln befinden sich insgesamt 12 Glocken. Ausgelegt ist die Kirche auf etwa 2.000 Besucher. Insgesamt finden sich in der Kirche 266 große und kleine Säulen und Pilaster. 
Diese Vermischung von korinthischen Säulen und neobyzantinischer Architektur fand Anklang in der Fachwelt, war in der Bevölkerung aber nie wirklich beliebt. Als Baumaterial dienten Sandstein, Lehm für die Hohlräume und Granit.
Am 10. August 1996 ernannte der Erzbischof von Kaunas und Metropolit Sigitas Tamkevičius die Kirche für die Bedürfnisse der Kaunas-Einheite der litauischen Streitkräfte.

## Galerie

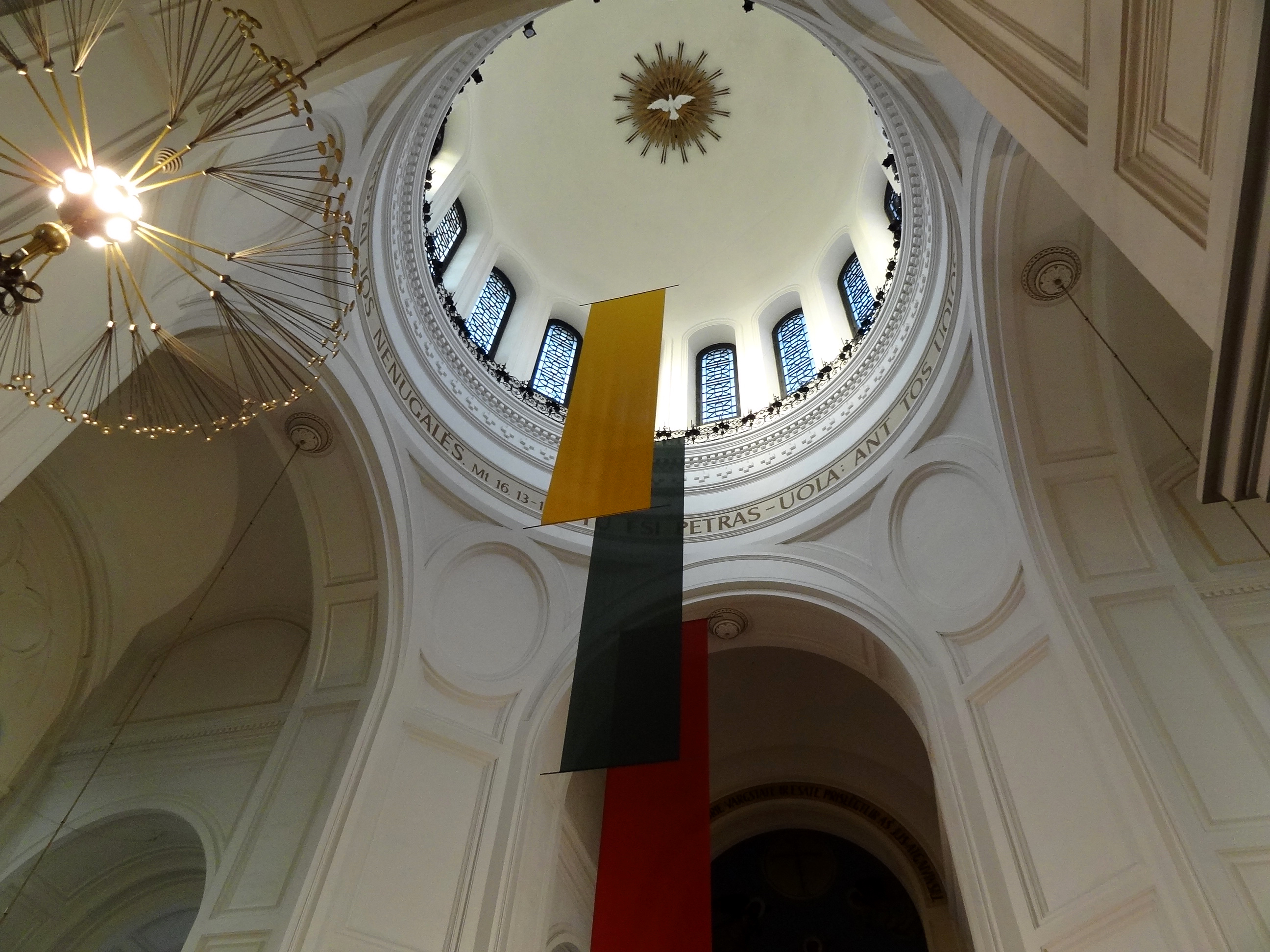
Die Kuppel von innen und die litauische Flagge, aufgeteilt in drei einfarbige Streifen
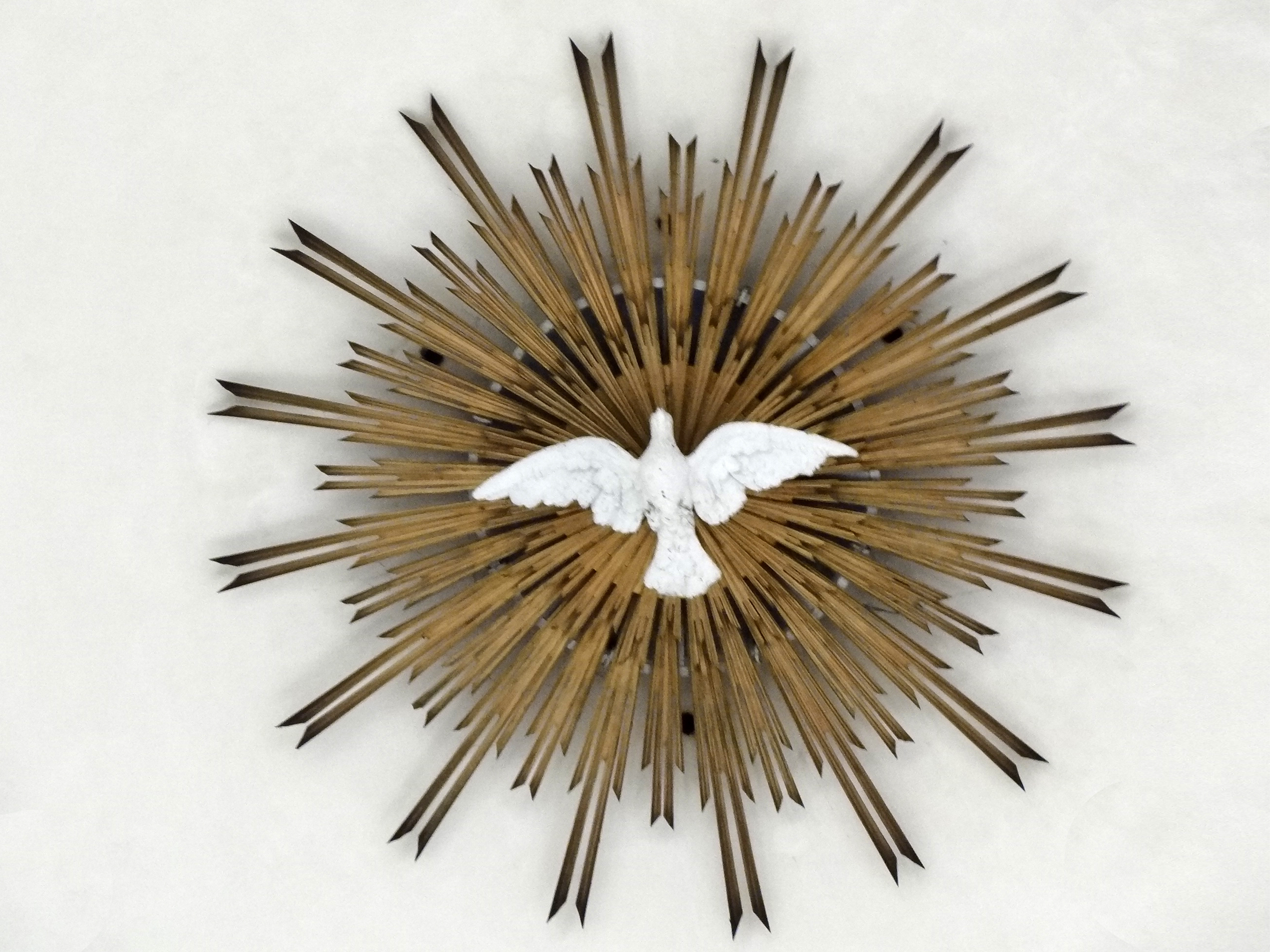
Der Schlussstein der Kirche mit der Heiligengeisttaube und Jesusstrahlen
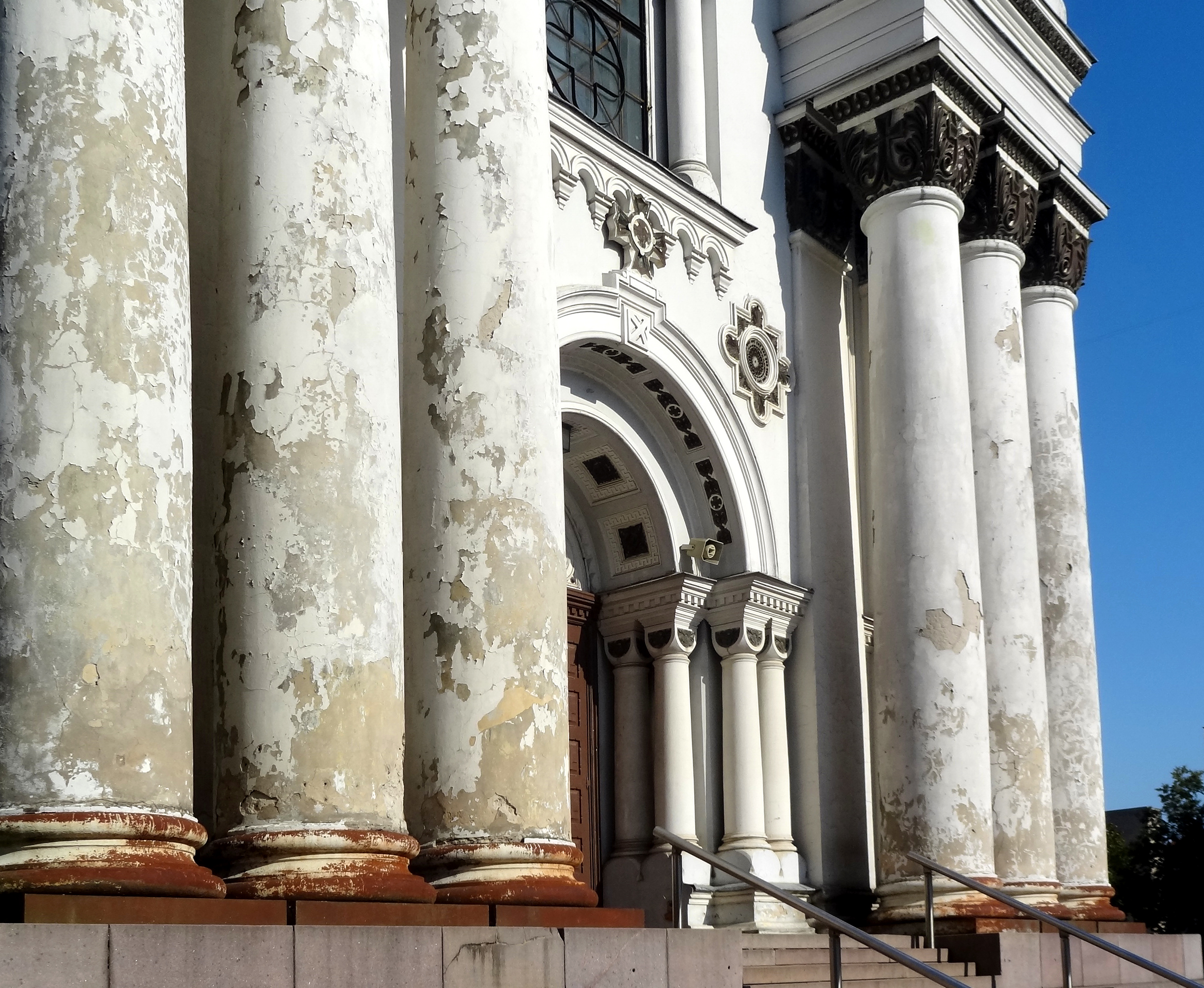
Die Fassadesäulen mit abblätternder Farbe
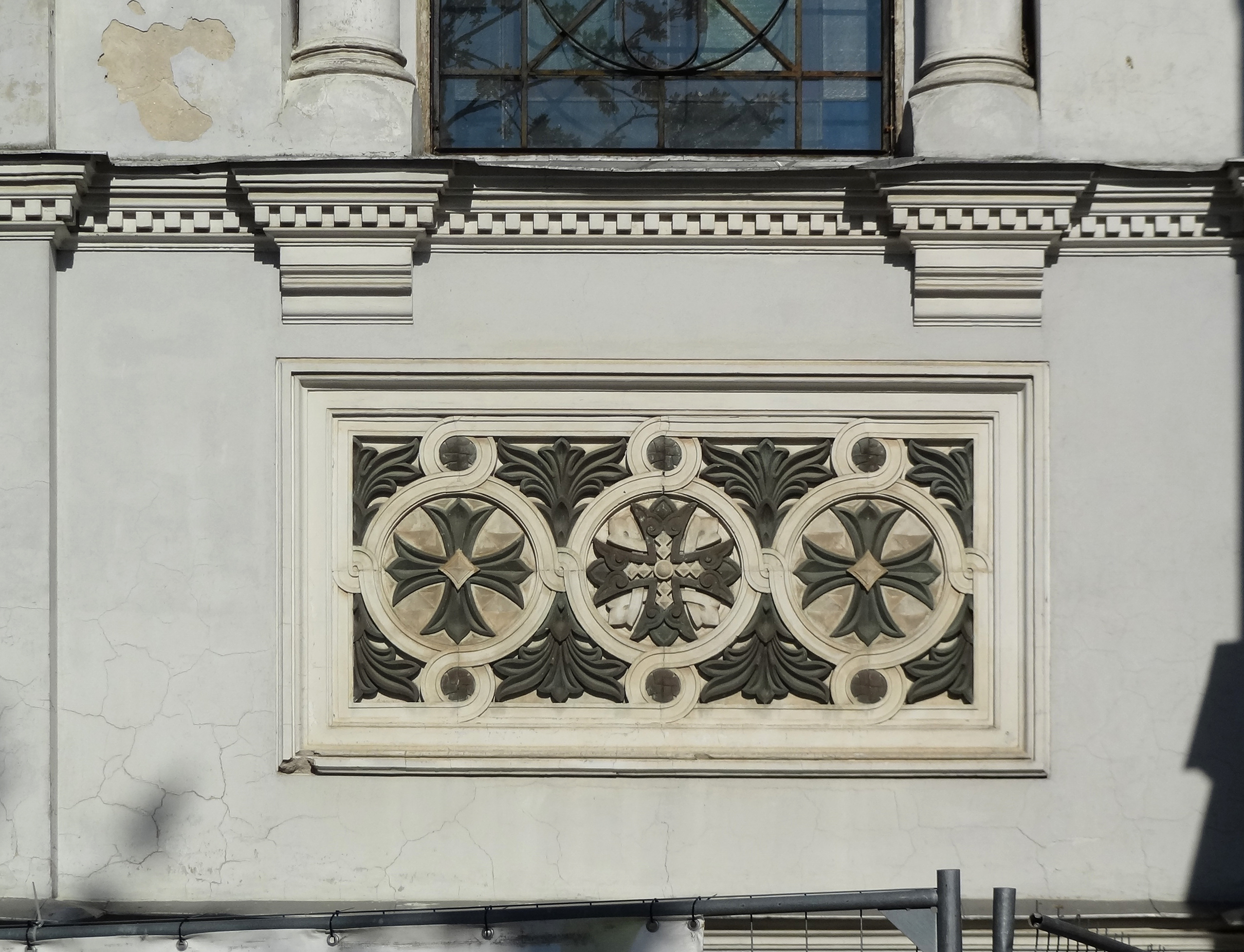
Ein Flachrelief der Fassade